# Bolma rugosa
Bolma rugosa is een in zee levende slakkensoort die behoort tot de familie Turbinidae. De wetenschappelijke naam van de soort werd in 1767 als Turbo rugosus gepubliceerd door Carl Linnaeus.

## Kenmerken
De schelp wordt tot 50 millimeter hoog en 60 millimeter breed. De kleur is beige. Van het dier spoelen in het verspreidingsgebied regelmatig de zeer harde opercula aan.

## Voorkomen en verspreiding
Bolma rugosa is herbivoor en leeft in relatief ondiep warm water op zandgrond en rotsbodems in het sublitoraal tot een diepte van ongeveer 100 meter. Deze soort komt algemeen voor in de Middellandse Zee en in het oostelijk deel van de Atlantische Oceaan, van Kaapverdië en de Canarische Eilanden tot de zuidkust van Portugal.